# Frisbee

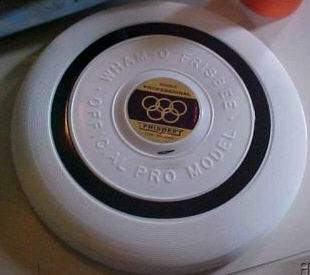
Frisbee

Frisbee [frizbí] (někdy též létající talíř) je házecí talíř (disk) vyrobený nejčastěji z plastu, který je určený jak pro sportovní, tak i zábavní využití.

## Historie
Frisbee pochází z USA 40. a 50. let 20. století, pravděpodobně z univerzitních kruhů. První úspěšná sériová výroba začala v roce 1955. Název frisbee pravděpodobně pochází z Frisbie Pie Company of Bridgeport, Connecticut, jejich obaly na koláče se používaly mezi studenty podobně, jako dnešní frisbíčko. Frisbee byla původně obchodní značka americké společnosti Wham-O, nicméně původní název zobecněl v obecné označení pro jakýkoliv házecí talíř.

## Popis talíře
Házecí talíře jsou nejčastěji plastové, v průměru 20 - 25 cm. Tvar disku je aerodynamický, kulatý a většinou uzpůsobený k házení a letu. Podobně jako jiná herní náčiní (míč apod.) je i frisbee využíván při nejrůznějších hrách. Jedná se většinou o mladé a v ČR méně rozšířené, a tedy i nekomerční, sporty.
Mezi nejznámějšími sporty, při nichž se používá Frisbee, patří především tyto:
- Ultimate Frisbee je kolektivní týmový sport s diskem frisbee. Hrají jej proti sobě dvě družstva o sedmi hráčích. Vítězí družstvo, které má na konci hrací doby vyšší skóre nebo dosáhne jako první stanoveného počtu bodů.
- Freestyle Frisbee je sport a předváděcí umění charakterizované kreativními, akrobatickými a atletickými manévry s létajícím diskem.
- Discgolf je jedním z nejrozšířenějších sportů s létajícím talířem. Pravidly vychází z klasického golfu, ale hraje se speciálními létajícími talíři (tzv. disky). Cílem hry je hodit létající disk do koše co nejmenším počtem hodů.
- Guts Frisbee je týmový sport a jedna z vůbec nejstarších soutěžních disciplín s létajícím diskem. Hraje pět hráčů proti pěti. Útočící družstvo hází disk proti soupeři, který stojí v řadě 14m od házejícího. Útočník musí disk hodit do prostoru, kde soupeř stojí tak, aby se mu jej nepodařilo čistě chytit.
- Dogfrisbee je sport, který hrají psi. Psovod a pes tvoří dohromady jeden tým. Psovod vyhodí disk a pes ho musí nejlépe ve vzduchu chytit.
- Kanjam je nekontaktní sportovní hra s létajícím talířem a dvěma plastovými koši, které jsou od sebe vzdáleny 15m. Hrají proti sobě dva dvoučlenné týmy, cílem je hodit frisbee od jednoho koše a zasáhnout druhý koš. Hráč hází na koš, kde je připraven jeho spoluhráč, který může frisbee tečovat a tím ho umístit do koše.
- Ufobal  je sportovní týmová hra vzniklá roku 1989, jejíž pravidla vycházejí z házené, hraje se však s plastovým talířem podobným frisbee.